# Eidgenössisches Departement für Wirtschaft, Bildung und Forschung
Das Eidgenössische Departement für Wirtschaft, Bildung und Forschung WBF (französisch Département fédéral de l’économie, de la formation et de la recherche DEFR, italienisch Dipartimento federale dell’economia, della formazione e della ricerca DEFR, rätoromanisch Departament federal d’economia, furmaziun e retschertgaⓘ DEFR, englisch Federal Department of Economic Affairs, Education and Research EAER) ist eines der sieben Departemente der Schweizer Landesregierung. Jeweils einer der Bundesräte steht dem Departement vor. 
Aufgabe des Departements ist es, für optimale Rahmenbedingungen für Arbeitgeber und Unternehmer, für das Gewerbe, für kleine und mittlere Betriebe und für multinationale Grossunternehmen zu sorgen. Das Departement steuert und begleitet die wirtschaftspolitischen Entscheide und deren Umsetzung und soll so eine Politik unterstützen, welche die Ausgangslage für den Wirtschafts- und Forschungsstandort Schweiz im globalen Wettbewerb verbessert.

## Bezeichnungen
Zu Beginn des Bundesstaates hiess das Departement Handels- und Zolldepartement. Es wurde seither mehrmals umbenannt. Die bisherigen Namen waren:
- 1848–1872: Handels- und Zolldepartement
- 1873–1878: Eisenbahn- und Handelsdepartement
- 1879–1887: Handels- und Landwirtschaftsdepartement
- 1888–1895: Industrie- und Landwirtschaftsdepartement
- 1896–1914: Handels-, Industrie- und Landwirtschaftsdepartement
- 1915–1978: Volkswirtschaftsdepartement
- 1979–2012: Eidgenössisches Volkswirtschaftsdepartement (EVD)
- seit 2013: Eidgenössisches Departement für Wirtschaft, Bildung und Forschung (WBF)[2]

## Bereiche
- Bundesamt für Landwirtschaft (BLW)
  - Eidgenössische Forschungsanstalten
- Bundesamt für wirtschaftliche Landesversorgung (BWL)
- Bundesamt für Wohnungswesen (BWO)
- Bundesamt für Zivildienst (ZIVI)
- Generalsekretariat 
  - Büro für Konsumentenfragen (BFK)
- Staatssekretariat für Bildung, Forschung und Innovation (SBFI)
- Staatssekretariat für Wirtschaft (SECO) (Staatssekretärin Helene Budliger Artieda)

Administrativ dem WBF zugeordnet:
- Eidgenössisches Hochschulinstitut für Berufsbildung (EHB)
- ETH-Bereich
- Preisüberwacher (PUE)
- Wettbewerbskommission (WEKO)
- Innosuisse - Schweizerische Agentur für Innovationsförderung
- Information Service Center WBF (ISCeco)[3]

## Vorsteher des Departements
| Jahr      | Bild | Name (Lebensdaten)                    | Partei            |
| --------- | ---- | ------------------------------------- | ----------------- |
| 1848–1853 |      | Friedrich Frey-Herosé (1801–1873)     | freis.            |
| 1854      |      | Wilhelm Matthias Naeff (1802–1881)    | freis.            |
| 1855      |      | Josef Munzinger (1791–1855)           | freis.            |
| 1855–1856 |      | Constant Fornerod (1819–1899)         | freis.            |
| 1857      |      | Josef Martin Knüsel (1813–1889)       | freis.            |
| 1858      |      | Constant Fornerod (1819–1899)         | freis.            |
| 1859–1860 |      | Josef Martin Knüsel (1813–1889)       | freis.            |
| 1861–1866 |      | Friedrich Frey-Herosé (1801–1873)     | freis.            |
| 1867–1873 |      | Wilhelm Matthias Naeff (1802–1881)    | freis.            |
| 1873–1874 |      | Johann Jakob Scherer (1825–1878)      | freis.            |
| 1875–1877 |      | Karl Schenk (1823–1895)               | freis.            |
| 1878      |      | Joachim Heer (1825–1879)              | freis.            |
| 1879–1880 |      | Numa Droz (1844–1899)                 | freis.            |
| 1881      |      | Louis Ruchonnet (1834–1893)           | freis.            |
| 1882–1886 |      | Numa Droz (1844–1899)                 | freis.            |
| 1887–1896 |      | Adolf Deucher (1831–1912)             | FDP               |
| 1897      |      | Adrien Lachenal (1849–1918)           | FDP               |
| 1898–1902 |      | Adolf Deucher (1831–1912)             | FDP               |
| 1903      |      | Ludwig Forrer (1845–1921)             | FDP               |
| 1904–1908 |      | Adolf Deucher (1831–1912)             | FDP               |
| 1909      |      | Josef Anton Schobinger (1849–1911)    | kath.-kons.       |
| 1910–1912 |      | Adolf Deucher (1831–1912)             | FDP               |
| 1912–1935 |      | Edmund Schulthess (1868–1944)         | FDP               |
| 1935–1940 |      | Hermann Obrecht (1882–1940)           | FDP               |
| 1940–1947 |      | Walther Stampfli (1884–1965)          | FDP               |
| 1948–1954 |      | Rodolphe Rubattel (1896–1961)         | FDP               |
| 1955–1959 |      | Thomas Holenstein (1896–1962)         | KCVP              |
| 1960–1961 |      | Friedrich Traugott Wahlen (1899–1985) | BGB               |
| 1961–1969 |      | Hans Schaffner (1908–2004)            | FDP               |
| 1970–1978 |      | Ernst Brugger (1914–1998)             | FDP               |
| 1978–1982 |      | Fritz Honegger (1917–1999)            | FDP               |
| 1983–1986 |      | Kurt Furgler (1924–2008)              | CVP               |
| 1987–1998 |      | Jean-Pascal Delamuraz (1936–1998)     | FDP               |
| 1998–2002 |      | Pascal Couchepin (* 1942)             | FDP               |
| 2003–2006 |      | Joseph Deiss (* 1946)                 | CVP               |
| 2006–2010 |      | Doris Leuthard (* 1963)               | CVP               |
| 2010–2018 |      | Johann Schneider-Ammann (* 1952)      | FDP.Die Liberalen |
| 2019–     |      | Guy Parmelin (* 1959)                 | SVP               |

## Personalbestand ab 2001
| Jahr | Vollzeitstellen |
| ---- | --------------- |
| 2001 | 1'083           |
| 2002 | 1'117           |
| 2003 | 1'135           |
| 2004 | 1'117           |
| 2005 | 1'089           |
| 2006 | 1'182           |
| 2007 | 1'975           |
| 2008 | 1'965           |
| 2009 | 2'022           |
| 2010 | 1'992           |
| 2011 | 2'046           |
| 2012 | 2'096           |
| 2013 | 2'070           |
| 2014 | 2'122           |
| 2015 | 2'189           |
| 2016 | 2'270           |
| 2017 | 2'153           |
| 2018 | 2'081           |
| 2019 | 2'104           |
| 2020 | 2'152           |
| 2021 | 2'185           |
| 2022 | 2'212           |
| 2023 | 2'255           |
| 2024 | 2'268           |